# 호세인 카에비
호세인 카에비(페르시아어: حسین کعبی, Hossein Kaebi, 1985년 9월 23일 ~ )는 이란의 전 축구 선수이다. 포지션은 미드필더이다.